# Eugen von Österreich-Teschen

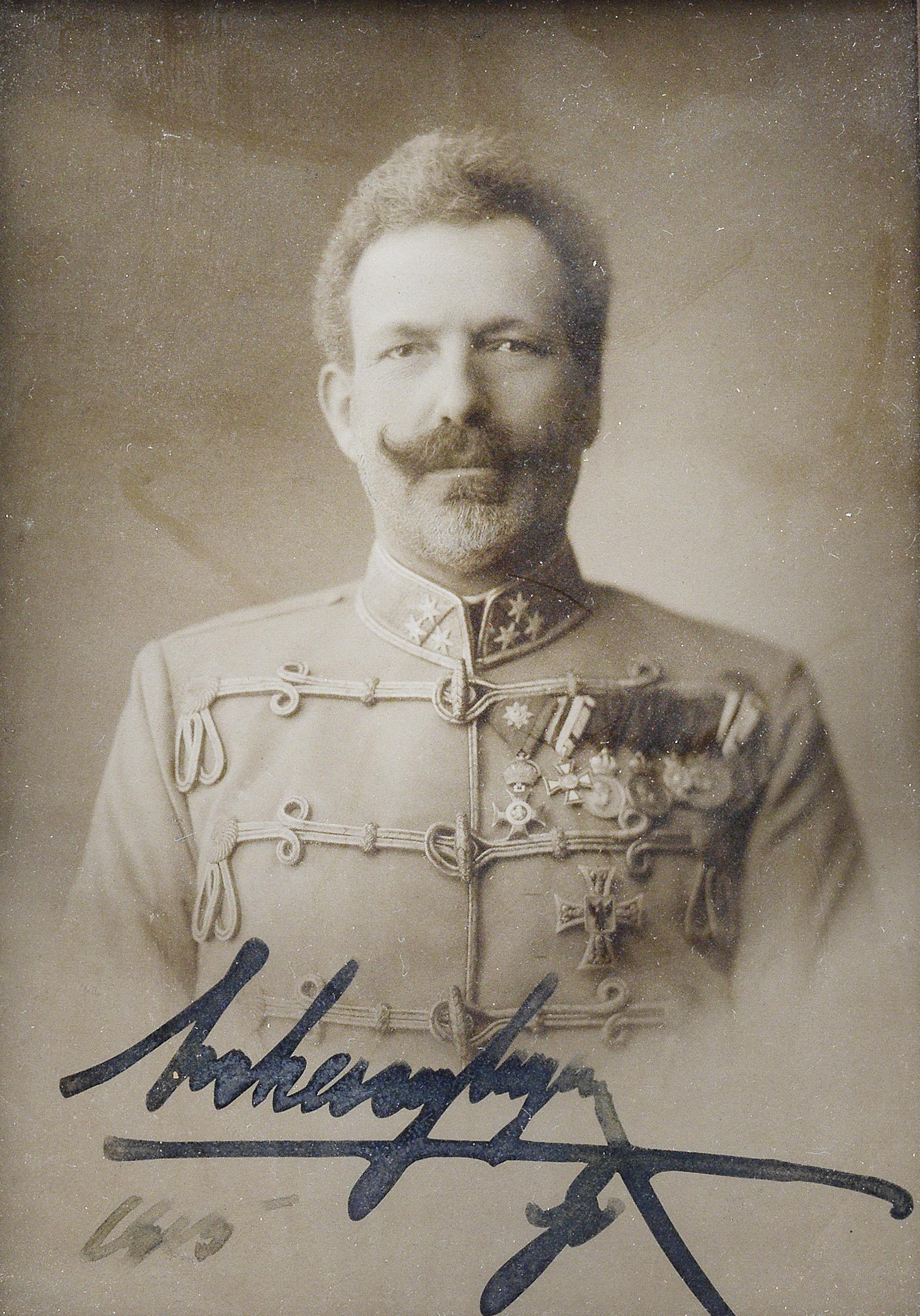
Signiertes Portraitfoto Erzherzog Eugens (um 1900)

Erzherzog Eugen Ferdinand Pius Bernhard Felix Maria von Österreich (* 21. Mai 1863 in Groß Seelowitz, Mähren; † 30. Dezember 1954 in Meran, Südtirol) war Feldmarschall der k.u.k. Armee und der letzte weltliche Hochmeister des Deutschen Ordens (1894–1923), zugleich der bislang letzte aus dem Haus Habsburg.

## Leben

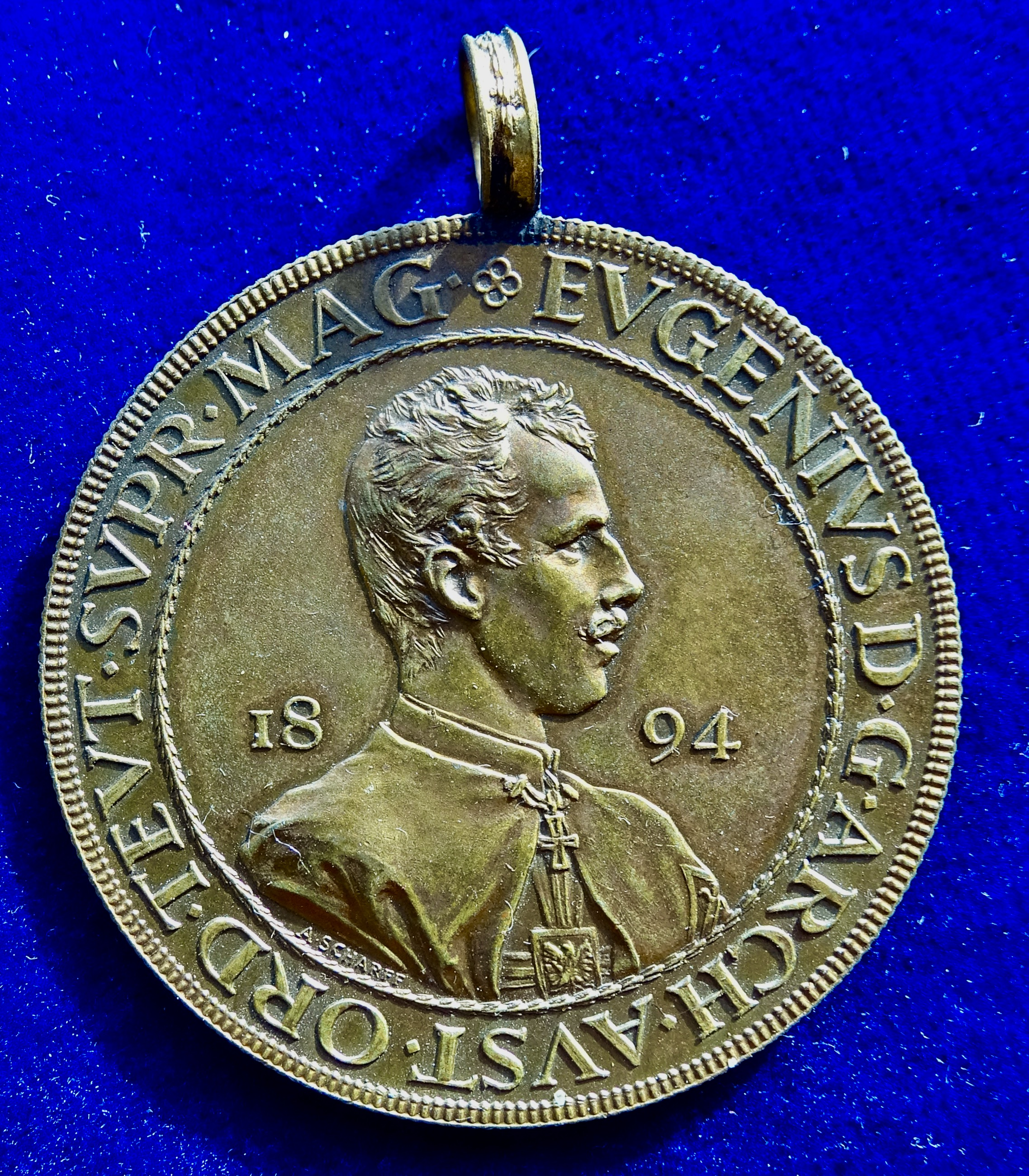
Medaille von Anton Scharff 1894 zur Inauguration von Erzherzog Eugen zum Hochmeister des Deutschen Ordens, Vorderseite

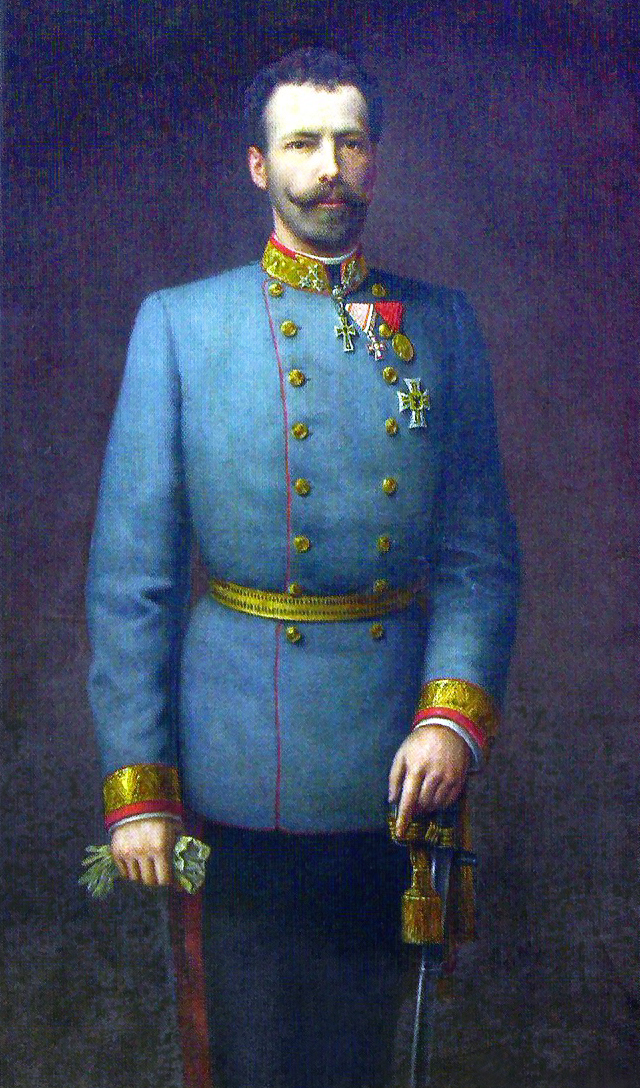
Erzherzog Eugen in Generalsuniform (Porträt: Ferdinand Behrens, 1902)

Wappen des Erzherzog Eugen

Erzherzog Eugen wurde 1863 als jüngster Sohn Karl Ferdinands (1818–1874), eines Sohnes des Erzherzogs Karl von Österreich-Teschen geboren. Seine Mutter war Erzherzogin Elisabeth Franziska Maria (1831–1903), Tochter des Joseph Anton Johann von Österreich, des Palatin von Ungarn. Zu seinen älteren Brüdern zählte der k.u.k. Feldmarschall Friedrich (1856–1936) und Admiral Karl Stephan (1860–1933). Sowohl sein Vater als auch seine Mutter waren Enkel von Kaiser Leopold II., der damit gleich zweifacher Urgroßvater Eugens war.
Wie alle Mitglieder der Familie Habsburg erlernte er auch ein Handwerk als „zivilen“ Beruf, in seinem Fall Tischler.
Im Jahr 1898 erwarb er die Festung Hohenwerfen in Salzburg und ließ diese zu seinem Fürstensitz ausbauen. Dort befand sich auch seine große Kunst- und Waffensammlung. Als die Festung 1931 durch Unachtsamkeit zu großen Teilen niederbrannte, finanzierte er deren Wiederaufbau. 1938 musste er das Anwesen an die nationalsozialistische Gauleitung verkaufen.
Erzherzog Eugen folgte nach dem Tod seines Onkels Erzherzog Wilhelm 1894 diesem als letzter weltlicher Hochmeister des Deutschen Ordens nach. Unter seiner Führung wurde dieser zu einem rein geistlichen Orden umgewandelt. Als Oberhaupt des Deutschen Ordens war er auch seit 1894 Inhaber des berühmten Infanterieregiments „Hoch- und Deutschmeister“ Nr. 4.
Am 11. Jänner 1897 wurde er in Igls bei Innsbruck zum Großoffizier des Ritterordens vom Heiligen Grab zu Jerusalem in der österreichischen Statthalterei investiert und war zuletzt Großkreuz-Ritter.
Nach dem Weltkrieg verließ er im April 1919 Österreich und ging bis 1934 ins Exil nach Basel. Von der Schweiz übersiedelte er 1934 zunächst in das Deutschordensschloss Gumpoldskirchen. Auf Druck der Nationalsozialisten musste er allerdings nach Wien ziehen. Nach dem Zweiten Weltkrieg lebte er in Igls bei Innsbruck. Er starb nach einer überstandenen Lungenentzündung während einer Kur in Meran am 30. Dezember 1954.
Seinem Wunsch entsprechend wurde er im Innsbrucker Dom zu St. Jakob bestattet.

## Militärkarriere
Eugen schlug wie zwei seiner älteren Brüder eine militärische Laufbahn ein. Mit 14 Jahren trat er bei den Tiroler Kaiserjägern in die k.u.k. Armee ein, am 27. Oktober 1877 wurde er Leutnant und am 1. Mai 1881 Oberleutnant. Von 1883 bis 1885 absolvierte er die Theresianische Militärakademie in Wiener Neustadt und wurde zum Generalstabsoffizier ausgebildet. Am 1. November 1885 wurde er zum Hauptmann und am 23. Februar 1887 zum Rittmeister befördert. Zwischen 1887 und 1888 diente er im Husaren-Regiment Nr. 5 und am 26. Oktober 1888 wurde er zum Major befördert. Am 27. Oktober 1889 wurde er Oberstleutnant und zum Kommandeur des Infanterie-Regiments Nr. 100 ernannt. Am 26. April 1890 wurde er Oberst und übernahm im folgenden Jahr das Husaren-Regiment Nr. 15. Am 28. Oktober 1893 wurde er zum Generalmajor befördert und übernahm die 9. Infanterie-Brigade in Olmütz. Am 26. April 1896 erreichte er den Rang eines Feldmarschallleutnants und erhielt das Kommando über die 25. Infanterie-Division. Am 27. April 1901 war er zum General der Kavallerie befördert worden und von 1900 bis 1908 Kommandierender General des XIV. Armeekorps in Innsbruck.

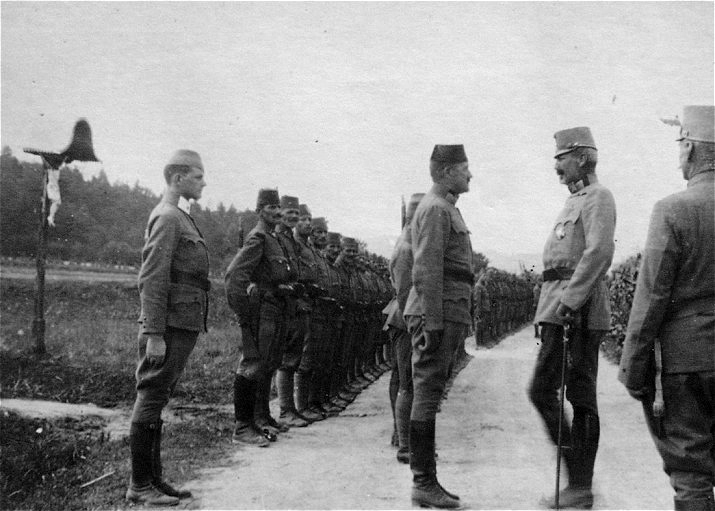
Frontbesuch Eugens bei den „Bosniaken“

Im Ersten Weltkrieg übernahm Eugen im Dezember 1914 als Nachfolger von Oskar Potiorek das Kommando über die Balkanstreitkräfte. Zusammen mit seinem Stabschef Alfred Krauß reorganisierte er die im Feldzug gegen Serbien stark angeschlagene 5. Armee, die infolge der Kriegserklärung Italiens im Mai 1915 an die neue Isonzofront verlegt wurde. Erzherzog Eugen wurde am 22. Mai 1915 zum Generaloberst befördert und übernahm am 27. Mai gegenüber Italien das Kommando der österreichischen Südwestfront. Zunächst leitete er die Verteidigung am Isonzo, verlegte sein Hauptquartier im Folgejahr aber nach Bozen. Während der Südtiroloffensive im Mai und Juni 1916 waren ihm die k.u.k. 11. Armee unter Viktor Dankl und die 3. Armee unter Hermann Kövess unterstellt.
Erzherzog Eugen wurde am 23. November 1916 gemeinsam mit Franz Conrad von Hötzendorf zum Feldmarschall ernannt. Trotz der Erfolge der 14. Armee in der Zwölften Isonzoschlacht wurde er als Befehlshaber der österreichischen Süd-Westfront gegen den Willen des neuen Chefs des Generalstabs, Generaloberst Arz von Straußenburg, am 18. Dezember 1917 abgelöst und am 11. Jänner 1918 aus dem aktiven Dienst verabschiedet.

## Ehrungen

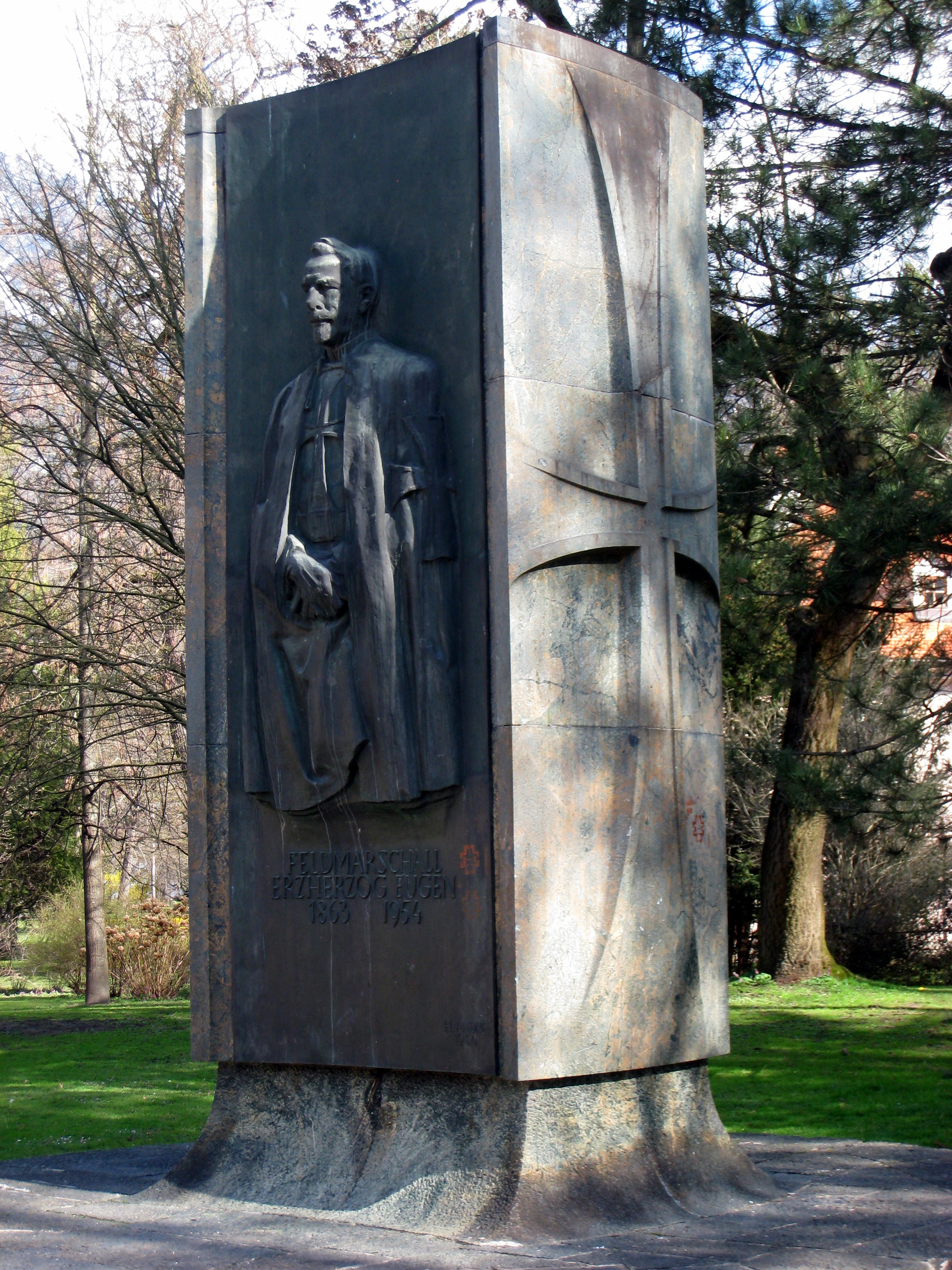
Erzherzog Eugen-Denkmal in Innsbruck (2008)

Der Erzherzog war Inhaber des K.u.k. Infanterie-Regiments Hoch- und Deutschmeister Nr. 4, des k.u.k Infanterie Regiments „Erzherzog Eugen“ Nr. 41 und Chef des Kürassier-Regiments „Graf Wrangel“ (Ostpreußisches) Nr. 3.
Eugen war außerdem Inhaber höchster Orden:
- Orden vom Goldenen Vlies
- Stern und Kreuz der Großkomture des Königlichen Hausordens von Hohenzollern mit Schwertern am 4. August 1915
- Großkreuz des Militär-Max-Joseph-Ordens am 16. November 1915
- Pour le Mérite mit Eichenlaub
  - Pour le Mérite am 23. Mai 1916
  - Eichenlaub am 3. November 1917
- Großkreuz des Militär-Maria-Theresia-Ordens am 15. Juli 1917

Ihm zu Ehren wurde 1957 im Kleinen Hofgarten in Innsbruck ein von Clemens Holzmeister und Hans Andre gestaltetes Denkmal errichtet. Außerdem wurde die Erzherzog-Eugen-Straße im Stadtteil Saggen nach ihm benannt.

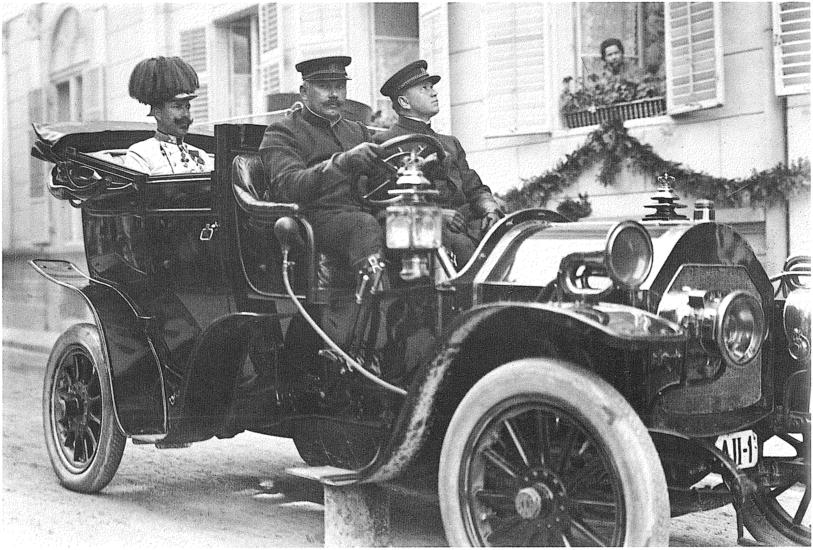
Erzherzog Eugen (hinten) im Auto unterwegs in Bad Ischl

Die Villa Eugen ist nach ihm benannt; die Straße über den Vršičpass war ursprünglich nach ihm benannt.

## Trivia
Da Erzherzog Eugen einer der ersten hochadligen Kraftfahrzeugbesitzer war, erhielt er das erste offizielle Kraftfahrzeugkennzeichen, das in Österreich-Ungarn ausgegeben wurde, nämlich A 1. Das Auto, einen Richard-Brasier 40/45 HP, erwarb er in Zürich. Er stellte den Mechaniker Gottlieb Wiederkehr als Chauffeur an. Wiederkehr erhielt am 30. Jänner 1906 in Innsbruck die Fahrlizenz Nr. 1.